# La Grande Place musée du cristal Saint-Louis
 (mai 2021).
La mise en forme du texte ne suit pas les recommandations de Wikipédia : il faut le « wikifier ».
Les points d'amélioration suivants sont les cas les plus fréquents :
- Les titres sont pré-formatés par le logiciel. Ils ne sont ni en capitales, ni en gras.
- Le texte ne doit pas être écrit en capitales (les noms de famille non plus), ni en gras, ni en italique, ni en « petit »…
- Le gras n'est utilisé que pour surligner le titre de l'article dans l'introduction, une seule fois.
- L'italique est rarement utilisé : mots en langue étrangère, titres d'œuvres, noms de bateaux, etc.
- Les citations ne sont pas en italique mais en corps de texte normal. Elles sont entourées par des guillemets français : « et ».
- Les listes à puces sont à éviter, des paragraphes rédigés étant largement préférés. Les tableaux sont à réserver à la présentation de données structurées (résultats, etc.).
- Les appels de note de bas de page (petits chiffres en exposant, introduits par l'outil «  Source ») sont à placer entre la fin de phrase et le point final[comme ça].
- Les liens internes (vers d'autres articles de Wikipédia) sont à choisir avec parcimonie. Créez des liens vers des articles approfondissant le sujet. Les termes génériques sans rapport avec le sujet sont à éviter, ainsi que les répétitions de liens vers un même terme.
- Les liens externes sont à placer uniquement dans une section « Liens externes », à la fin de l'article. Ces liens sont à choisir avec parcimonie suivant les règles définies. Si un lien sert de source à l'article, son insertion dans le texte est à faire par les notes de bas de page.
- La présentation des références doit suivre les conventions bibliographiques. Il est recommandé d'utiliser les modèles {{Ouvrage}}, {{Chapitre}}, {{Article}}, {{Lien web}} et/ou {{Bibliographie}}. Le mode d'édition visuel peut mettre en forme automatiquement les références.
- Insérer une infobox (cadre d'informations à droite) n'est pas obligatoire pour parachever la mise en page.

Pour une aide détaillée, merci de consulter Aide:Wikification.
Si vous pensez que ces points ont été résolus, vous pouvez retirer ce bandeau et améliorer la mise en forme d'un autre article.
La Grande Place musée du cristal Saint-Louis, appelée aussi Musée du Cristal de Saint-Louis, ou en abrégé Musée du Cristal, est un musée sur les arts du cristal et verriers, situé dans la commune française et mosellane de Saint-Louis-lès-Bitche, dans la région Grand-Est. Traditionnellement en Lorraine et particulièrement dans le Pays de Bitche, le musée est situé dans la manufacture de la Cristallerie de Saint-Louis. Le musée a été fondé en juin 2007.

## Histoire du musée
Le musée est situé dans la Cristallerie de Saint-Louis-lès-Bitche, manufacture royale datant de 1586, reconnue comme étant la plus ancienne verrerie française. Célèbre pour son cristal Saint-Louis, la manufacture a souhaité exposer ses œuvres au public par un musée. En juin 2007 la décision de fonder le musée est actée. Cette décision provient du nouveau propriétaire de la Cristallerie, depuis 1994 : le groupe Hermès, désireux de donner une nouvelle visibilité au cristal Saint-Louis. Le nom du musée La Grande Place provient de l'équipe considérée comme étant la plus compétente et prestigieuse de la verrerie, du même nom, et qui se veut un hommage à tous les verriers de la cristallerie.
Le musée a été aménagé dans les vieux bâtiments du XIXe siècle pour une partie. Pour le reste c'est l'agence d'architecte Lipsky and Rollet qui a conçu et imaginé le musée, installé au cœur même de la manufacture.
Le musée organise de nombreux évènements et de nombreuses expositions temporaires. Entre 2010 et 2019 le musée organise l'exposition temporaire Sables brûlants, qui présente le programme Résidence d'artistes. L'exposition est réalisée par huit plasticiens. En 2018 le designer français Noé Duchaufour-Lawrance réalise la collection Follia, exposé au troisième étage du bâtiment du musée.
Le 28 octobre 2020 le musée, en raison de la crise sanitaire de la Covid-19, est obligé de fermer, à la suite des décisions gouvernementales.

## Description du musée
Inauguré en juin 2007, le musée est organisé par un parcours de 943 mètres de long, sans compter le troisième étage du bâtiment. Celui-ci est en effet destiné aux expositions temporaires organisées par des designers et les travaux de la manufacture, commandés par la direction de la Cristallerie Saint-Louis. Ce parcours est animé par la visite guidée, obligatoire.
Les services du musée proposent également la visite du village de Saint-Louis-Lès-Bitche par des guides qui présentent l'histoire de la commune et ses liens avec la manufacture.
Le musée possède des collections dont le nombre total de pièces est d'environ 2000. Il s'agit d'objets conçus depuis l'origine de la manufacture, et qui sont ainsi de toutes époques. Le musée montre également la fabrication du verre dans ses étapes de parcours en intégrant le travail des ouvriers qui travaillent le verre en fusion, mais aussi des graveurs, des tailleurs, et des décorateurs. Les différents ateliers sont présentés, comme l'atelier des presse-papiers.
La surface du musée est d'environ 500 mètres carrés. Les visiteurs peuvent visionner durant la visite de nombreux vidéogrammes, traduits en 20 langues, présentant les missions, les ateliers,... de la cristallerie.
Le musée fait partie du réseau des trois musées Les Étoiles Terrestres. Il s'agit des trois musées verriers principaux des Vosges du Nord que sont La Grande Place, le site verrier de Meisenthal et le musée Lalique.